# José-Maria de Heredia
José-Maria de Heredia född 22 november 1842 i La Fortuna, död 3 oktober 1905 i Bourdonné, var en fransk författare. Han var kusin till José María Heredia y Campuzano.
Heredia växte upp på Kuba där hans far hade en kaffeplantage. Han studerade juridik i Paris. År 1894 valdes han in i Franska akademien och blev fransk medborgare. Han var direktör för arsenalbiblioteket i Paris från 1901 till sin död.